# Слуга (фільм, 1988)
«Слуга» — радянський двосерійний художній фільм режисера Вадима Абдрашитова за сценарієм Олександра Міндадзе, знятий в 1988 році на кіностудії «Мосфільм». В 1991 році нагороджений Державною премією СРСР.

## Сюжет
Сюжет картини побудований в хронологічно зворотному порядку і починається з фінальної за часом сцени. Подальші події показані як спогади героїв. Андрій Андрійович Гудіонов, якийсь чиновник, начальник обласного масштабу, випадково зустрічається з Павлом Клюєвим, який тільки що демобілізувався і шукає місце в житті. Гудіонову сподобався тямущий хлопець, колишній десантник, і він бере його собі в особисті водії. Підлеглий віддано служить і терпить вельми дивний характер пана. Минають роки, і господар віддячить водію, подарувавши йому будинок, дружину і навіть призначивши диригентом хору. Гудіонов отримує підвищення по службі, і його переводять в центр. Проходить багато років. Клюєв вважає, що його начальник помер, але залишається вірним йому і не мислить існування без господаря. Несподівано вони знову зустрічаються, і Гудіонов наказує Клюєву знайти і доставити до себе свого давнішнього ворога Бризгіна. Клюєв не розрахував своїх зусиль і привіз своєму колишньому господареві труп Бризгіна…

## У ролях
- Юрій Бєляєв —  Павло Сергійович Клюєв
- Олег Борисов —  Андрій Андрійович Гудіонов
- Ірина Розанова —  Марія
- Олексій Петренко —  Роман Романович Бризгін
- Олександр Терешко —  Валерій
- Лариса Тотуновой —  невістка
- Михайло Янушкевич —  годинникар
- В'ячеслав Жариков —  механік
- Фелікс Антипов —  Михайло
- Ірина Черіченко —  хористка
- Валерій Новіков —  отець Василь
- Антоніна Кончакова —  родичка Михайла
- Павлик Крайнов —  син

## Знімальна група
- Автор сценарію:  Олександр Міндадзе
- Режисер-постановник:  Вадим Абдрашитов
- Оператор-постановник:  Денис Євстигнєєв
- Художники-постановники:  Олександр Толкачов, Олег Потанін
- Композитор:  Володимир Дашкевич
- Звукооператор: Лілія Тереховська